# Герб Швейцарии

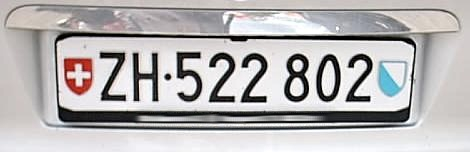
Номерной знак автомобиля, зарегистрированного в Цюрихе, с гербом Швейцарии слева и гербом кантона Цюрих справа

Герб Швейца́рии — государственный символ Швейцарии, принятый в 1889 году. Представляет собой красный щит с белым крестом, который присутствует и на швейцарском флаге. Наряду с флагом герб используется как символ как на уровне государства, так и на уровне кантонов (вместе с символами самих кантонов), используется во время официальных визитов, мероприятий, украшает здания государственных учреждений.

## Описание
На красном щите герба изображён укороченный серебряный крест. Красный и белый цвета символизируют независимость страны, а крест напоминает о том, что суверенитет Швейцарии неприкосновенен. На протяжении многих столетий эта эмблема оставалась практически неизменной.

## История
Несмотря на то, что герб официально был утверждён лишь 12 декабря 1889 года, история его происхождения уходит корнями в далёкое прошлое. Белый крест на красном щите впервые стал отличительным знаком швейцарских стрелков в 1339 году в битве при Лаупене. В XI веке белый крест появился на боевых знамёнах швейцарцев, а с XVI века это изображение было положено в основу герба Швейцарской Конфедерации. Существует несколько версий происхождения креста. Предполагают[кто?], что он является одним из символов Святого Маврикия, жившего в XII—XIII веках. Есть версия, что крест взят с военных знамён кантона Берн, игравшего в те времена ведущую роль в Конфедерации. Некоторые[кто?] считают, что крест заимствован с красного знамени Швица, на котором изображалось распятие.